# Acantholimnophila
Acantholimnophila là một chi ruồi trong họ Limoniidae.

## Các loài
- Acantholimnophila bispina
- Acantholimnophila maorica